# Libnotes tibiocincta
Libnotes tibiocincta là một loài ruồi trong họ Limoniidae. Chúng phân bố ở miền Australasia.